# Crocidura maxi
Crocidura maxi är en däggdjursart som beskrevs av Henri Jacob Victor Sody 1936. Crocidura maxi ingår i släktet Crocidura och familjen näbbmöss. IUCN kategoriserar arten globalt som livskraftig. Inga underarter finns listade i Catalogue of Life.
Denna näbbmus förekommer på Java och på flera andra av Sundaöarna. Den lever i kulliga områden och i bergstrakter mellan 200 och 3000 meter över havet. Arten vistas vanligen i ursprungliga skogar.